# ВВС 3-й армии
Военно-воздушные силы 3-й армии (ВВС 3-й армии) — оперативное авиационное соединение времен Великой Отечественной войны.

## Формирование
ВВС 3-й армии сформированы 7 сентября 1939 года одновременно с формированием 3-й армии.

## Расформирование
ВВС 3-й армии к 12 мая 1942 года были расформированы в связи с пересмотром планов Ставки на применение авиации в боевых действиях и с сосредоточением авиационных частей и соединений в составе воздушных армий, а части ВВС армии были обращены на формирование 208-й смешанной авиационной дивизии.

## В действующей армии
В составе действующей армии:
- с 22 июня 1941 года по 12 мая 1942 года.

## Командующие ВВС 3-й армии
- комбриг Зайцев Александр Сергеевич, период нахождения в должности: 22.06.1941 — 01.08.1941[3][4]
- генерал-лейтенант авиации Григорий Пантелеевич Кравченко[5], период нахождения в должности: 21.11.1941 — 03.1942

## В составе объединений
| Дата          | Фронт (округ)                 |
| ------------- | ----------------------------- |
| 07.09.1939 г. | Западный Особый военный округ |
| 22.06.1941 г. | Западный фронт                |
| 05.07.1941 г. | Ставка ВГК                    |
| 01.08.1941 г. | Центральный фронт             |
| 20.08.1941 г. | Брянский фронт                |
| 11.11.1941 г. | Юго-Западный фронт            |
| 24.12.1941 г. | Брянский фронт                |
| 12.05.1942 г. | Брянский фронт                |

## Участие в операциях и битвах
- Приграничные сражения — с 22 июня 1941 года по 29 июня 1941 года.
- Смоленское сражение — с 1 августа 1941 года по 10 сентября 1941 года.
- Орловско-Брянская операция — с 30 сентября 1941 года по 23 октября 1941 года.
- Елецкая операция — с 6 декабря 1941 года по 16 декабря 1941 года.

## Части и отдельные подразделения ВВС армии
За весь период своего существования боевой состав ВВС армии претерпевал изменения, в различное время в её состав входили полки и дивизии:
| Период                  | Наименование соединений            | Наименование частей                               | Примечание                                                                         |
| ----------------------- | ---------------------------------- | ------------------------------------------------- | ---------------------------------------------------------------------------------- |
| 22.06.1941 — 16.08.1941 | 11-я смешанная авиационная дивизия |                                                   | понесла значительные потери, выведена на переформирование                          |
| 22.11.1941 — 13.02.1942 | 11-я смешанная авиационная дивизия |                                                   | расформирована                                                                     |
| 20.08.1940 — 31.07.1941 | 11-я смешанная авиационная дивизия | 16-й скоростной бомбардировочный авиационный полк |                                                                                    |
| 20.08.1940 — 26.06.1941 | 11-я смешанная авиационная дивизия | 122-й истребительный авиационный полк             | выведен с фронта. Личный состав полка выехал в г. Рязань для переучивания на МиГ-3 |
| 01.10.1940 — 29.06.1941 | 11-я смешанная авиационная дивизия | 127-й истребительный авиационный полк             | выведен с фронта. Доукомплектован И-153 в г. Курске                                |
| 01.10.1940 — 29.06.1941 | 11-я смешанная авиационная дивизия | 190-й штурмовой авиационный полк                  | не сформирован. Выведен с фронта для окончательного формирования                   |
| 22.11.1941 — 13.02.1942 | 11-я смешанная авиационная дивизия | 165-й истребительный авиационный полк             | по расформировании дивизии вошел в состав ВВС 3-й армии                            |
| 16.08.1941 — 13.02.1942 | 11-я смешанная авиационная дивизия | 184-й истребительный авиационный полк             | по расформировании дивизии вошел в состав ВВС 3-й армии                            |
| 22.11.1941 — 13.02.1942 | 11-я смешанная авиационная дивизия | 241-й штурмовой авиационный полк                  | по расформировании дивизии вошел в состав ВВС 3-й армии                            |
| 09.12.1941 — 13.02.1942 | 11-я смешанная авиационная дивизия | 646-й бомбардировочный авиационный полк           | по расформировании дивизии вошел в состав ВВС 3-й армии                            |
| 05.01.1942 — 13.02.1942 | 11-я смешанная авиационная дивизия | 711-й бомбардировочный авиационный полк           | по расформировании дивизии вошел в состав ВВС 3-й армии                            |
| 13.02.1942 — 28.03.1942 |                                    | 165-й истребительный авиационный полк             | передан в состав ВВС 13-й армии                                                    |
| 13.02.1942 — 12.05.1942 |                                    | 184-й истребительный авиационный полк             | расформирован                                                                      |
| 13.02.1942 — 18.05.1942 |                                    | 241-й штурмовой авиационный полк                  | передан в состав 225-й шад                                                         |
| 13.02.1942 — 12.05.1942 |                                    | 646-й бомбардировочный авиационный полк           | передан в состав 208-й сад                                                         |
| 13.02.1942 — 24.05.1942 |                                    | 711-й бомбардировочный авиационный полк           | расформирован                                                                      |
| 09.05.1942 — 29.07.1942 |                                    | 876-й смешанный авиационный полк                  | передан в состав ВВС 15-й армии                                                    |

## Отличившиеся воины
- Коротков Михаил Иванович, майор, командир эскадрильи 214-го штурмового авиационного полка 11-й смешанной авиационной дивизии ВВС 3-й армии Брянского фронта 14 февраля 1943 года удостоен звания Герой Советского Союза. Посмертно.
- Сыченко Пётр Фёдорович, капитан, заместитель командира эскадрильи 214-го штурмового авиационного полка 11-й смешанной авиационной дивизии ВВС 3-й армии Брянского фронта 14 февраля 1943 года удостоен звания Герой Советского Союза. Золотая Звезда № 938.